# 賴特瑙
賴特瑙（Reitnau）是瑞士的城鎮，位於該國北部，由阿爾高州負責管轄，面積5.81平方公里，海拔高度524米，2012年人口1,241，七成人口信奉基督教，人口密度每平方米214人。